# Oxytropis uralensis
Oxytropis uralensis là một loài thực vật có hoa trong họ Đậu. Loài này được (L.) DC. miêu tả khoa học đầu tiên.